# Unione Sportiva Sansepolcro 1980-1981
Questa voce raccoglie le informazioni riguardanti l'Unione Sportiva Sansepolcro nelle competizioni ufficiali della stagione 1980-1981.

## Rosa
| N. |                   | Ruolo | Calciatore          |
| -- | ----------------- | ----- | ------------------- |
|    | Italia (bandiera) | D     | Virio Benvegnù      |
|    | Italia (bandiera) | D     | Claudio Bertini     |
|    | Italia (bandiera) | A     | Claudio Betti       |
|    | Italia (bandiera) | D     | Marcello Bruschi    |
|    | Italia (bandiera) | D     | Fabio Carlotti      |
|    | Italia (bandiera) | P     | Giorgio Casciarri   |
|    | Italia (bandiera) | C     | Claudio Facchin     |
|    | Italia (bandiera) | A     | Giulio Franceschini |
|    | Italia (bandiera) | P     | Fabio Garofalo      |
|    | Italia (bandiera) | A     | Aldo Giovagnini     |
|    | Italia (bandiera) | C     | Francesco Giuliacci |
|    | Italia (bandiera) | A     | Vasco Guerra        |

| N. |                   | Ruolo | Calciatore          |
| -- | ----------------- | ----- | ------------------- |
|    | Italia (bandiera) | D     | Loris Innocenti     |
|    | Italia (bandiera) | D     | Orlando Maerini     |
|    | Italia (bandiera) |       | Marconcini          |
|    | Italia (bandiera) | C     | Maurizio Miocchi    |
|    | Italia (bandiera) | D     | Alessandro Niccolai |
|    | Italia (bandiera) | P     | Angelo Palazzini    |
|    | Italia (bandiera) | C     | Silvano Petrongari  |
|    | Italia (bandiera) | C     | Stefano Salvatori   |
|    | Italia (bandiera) | A     | Gian Luigi Sarzano  |
|    | Italia (bandiera) | C     | Franco Testrini     |
|    | Italia (bandiera) | C     | Antonio Torti       |
|    | Italia (bandiera) | D     | Giuseppe Tricca     |